# جوردانا سبيرو
جوردانا سبيرو (بالإنجليزية: Jordana Spiro)‏ هي منتجة أفلام ومخرجة وممثلة أمريكية، ولدت في 12 أبريل 1977 بمانهاتن في الولايات المتحدة.

## أعمال

### أفلام
- (2000)  ابنة الجلاد
- (2011) خطيئة

### مسلسلات
- أوزارك
- بيفرلي هيلز 90210
- ذا غود وايف
- نيويورك

## وصلات خارجية
- جوردانا سبيرو على موقع IMDb (الإنجليزية)
- جوردانا سبيرو على موقع ألو سيني (الفرنسية)
- جوردانا سبيرو على موقع أول موفي (الإنجليزية)
- جوردانا سبيرو على موقع قاعدة بيانات الأفلام السويدية (السويدية)
- جوردانا سبيرو على موقع إن إن دي بي (الإنجليزية)
- جوردانا سبيرو على موقع قاعدة بيانات الفيلم (الإنجليزية)
- جوردانا سبيرو على موقع كينوبويسك (الروسية)